# Шевчик, Татьяна Николаевна
Татья́на Никола́евна Ше́вчик (бел. Тацяна Мікалаеўна Шэўчык; род. 11 июня 1969, Слуцк, Минская область) — советская и белорусская легкоатлетка, специалистка по прыжкам в высоту. Выступала за сборные СССР, СНГ и Белоруссии по лёгкой атлетике в 1990-х годах, победительница и призёрка первенств национального значения, участница двух летних Олимпийских игр.

## Биография
Татьяна Шевчик родилась 11 июня 1969 года в городе Слуцке Минской области Белорусской ССР.
Занималась лёгкой атлетикой в Минске, состояла в добровольном спортивном обществе «Спартак».
Впервые заявила о себе на международном уровне в сезоне 1988 года, когда вошла в состав советской сборной и выступила на юниорском мировом первенстве в Садбери, где в зачёте прыжков в высоту показала результат 1,75 метра. В 1989 году училась на втором курсе БГОИФК.
В 1992 году одержала победу на чемпионате Белоруссии, выиграла серебряную медаль на чемпионате СНГ в Москве (1,90), уступив только представительнице Украины Ольге Турчак. По результатам чемпионата попала в состав Объединённой команды, собранной из спортсменов бывших советских республик для участия в летних Олимпийских играх в Барселоне — здесь благополучно преодолела предварительный квалификационный этап, тогда как в финале прыгнула на 1,83 метра, расположившись в итоговом протоколе соревнований на 16-й строке.
После распада Советского Союза Шевчик осталась действующей спортсменкой и продолжила выступать на крупнейших международных стартах в составе белорусской национальной сборной. Так, в 1993 году на соревнованиях в Штутгарте она установила национальный рекорд Белоруссии в помещении — 1,98 метра, закрыла десятку сильнейших на чемпионате мира в помещении в Торонто (1,91), на соревнованиях в Гомеле установила национальный рекорд Белоруссии на открытом стадионе — 2,00 метра, отметилась выступлением на чемпионате мира в Штутгарте (1,90). Оба её национальных рекорда до настоящего времени остаются непревзойдёнными.
В 1994 году заняла четвёртое место на чемпионате Европы в помещении в Париже (1,96), вновь стала чемпионкой Белоруссии по прыжкам в высоту, победила на Кубке Европы в Бирмингеме (1,94), показала девятый результат на чемпионате Европы в Хельсинки (1,90).
В 1995 году была шестой на чемпионате мира в помещении в Барселоне (1,96), третьей на Кубке Европы в Лилле (1,96), пятой на чемпионате мира в Гётеборге (1,96).
В 1997 году в крови Шевчик был обнаружен тестостерон, в результате чего она была отстранена от соревнований Международной федерацией легкой атлетики, но в октябре 1997 года совет Международной федерации её реабилитировал.
На чемпионате Европы 1998 года в Будапеште с результатом 1,90 метра в финал не вышла.
В 1999 году отметилась выступлением на чемпионате мира в Севилье (1,85).
В 2000 году в третий раз стала чемпионкой Белоруссии по прыжкам в длину. Благодаря череде удачных выступлений удостоилась права защищать честь страны на летних Олимпийских играх в Сиднее — на предварительном квалификационном этапе прыгнула на 1,85 метра и в финал не вышла.
Завершила спортивную карьеру по окончании сезона 2002 года.